# Iran Air Tours
Iran Air Tours (перс. ایران ایر تور‎) — иранская авиакомпания со штаб-квартирой в Тегеране. Авиакомпания основана как дочерняя компания Iran Air и осуществляет регулярные и чартерные перевозки на внутренних и международных направлениях.

## История
В 1973 году авиакомпания Iran Air основала дочернюю авиакомпанию, названную Iran Air Tours. Новая авиакомпания начала регулярные полеты в начале 1990-х годов на внутренних направлениях. Флот авиакомпании, в основном, составили самолёты советского производства Ту-154М. Некоторое время эксплуатировались самолёты Як-42Д и IrAn-140-100 Faraz. Компания также должна была получить несколько самолётов Ту-204СМ, но из-за экономического эмбарго США против Ирана, поддержанного Россией в тот период они поставлены не были.
В феврале 2011 года была прекращена эксплуатация самолётов Ту-154. Вместо них были введены в эксплуатацию самолёты McDonnell Douglas MD-82 и MD-83. В течение коротких периодов эксплуатировались два A300, один A320, один A310, два Boeing 737 Classics. В июне 2017 года было объявлено, что авиакомпания подписала меморандум о взаимопонимании с Airbus на заказ 45 самолетов A320neo. В апреле 2018 года авиакомпания подписала соглашение о покупке двадцати Sukhoi Superjet 100. В 2018 году в авиапарк компании вошли по одному A320-200 и A300-600.

## Направления
- Иран
  - Абадан
  - Ахваз
  - Бендер-Аббас
  - Бушир
  - Дизфуль
  - Захедан
  - Исфахан — Международный аэропорт Исфахан
  - Йезд
  - Керманшах
  - Мешхед — Международный аэропорт Мешхед
  - Решт
  - Сари
  - Тебриз
  - Тегеран
    - — Международный аэропорт имени Имама Хомейни
    - — Международный аэропорт Мехрабад

  - Урмия
  - Чехбехар
  - Шираз — Международный аэропорт Шираз
- Ирак
  - Багдад — Международный аэропорт Багдад
- ОАЭ
  - Дубай — Международный аэропорт Дубай
- Турция
  - Стамбул — Стамбульский аэропорт имени Ататюрка

## Флот

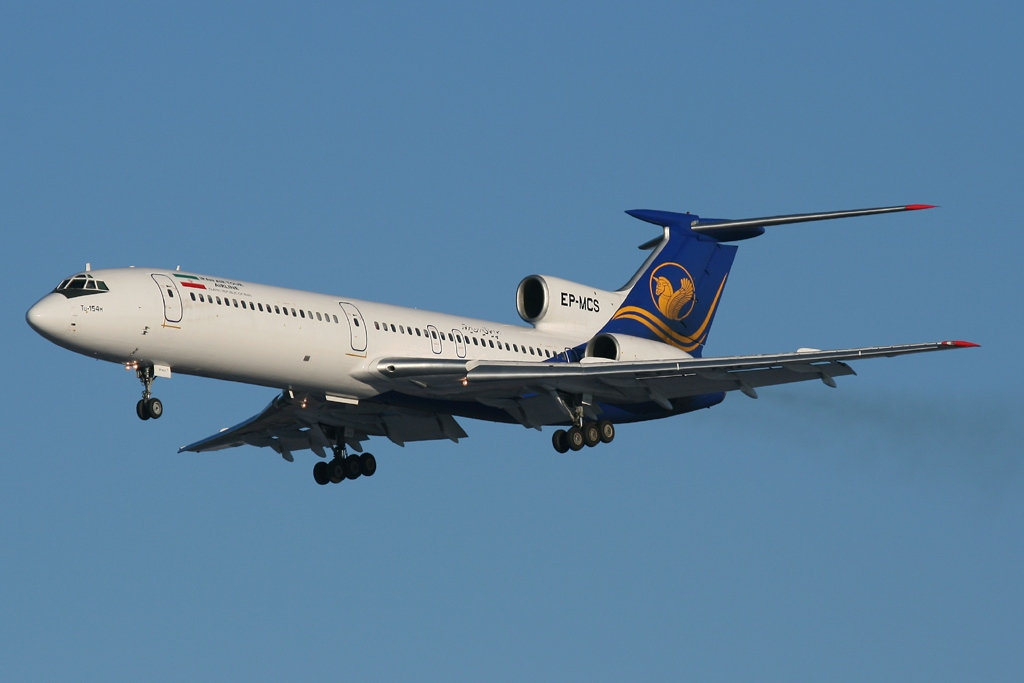
Ту 154М

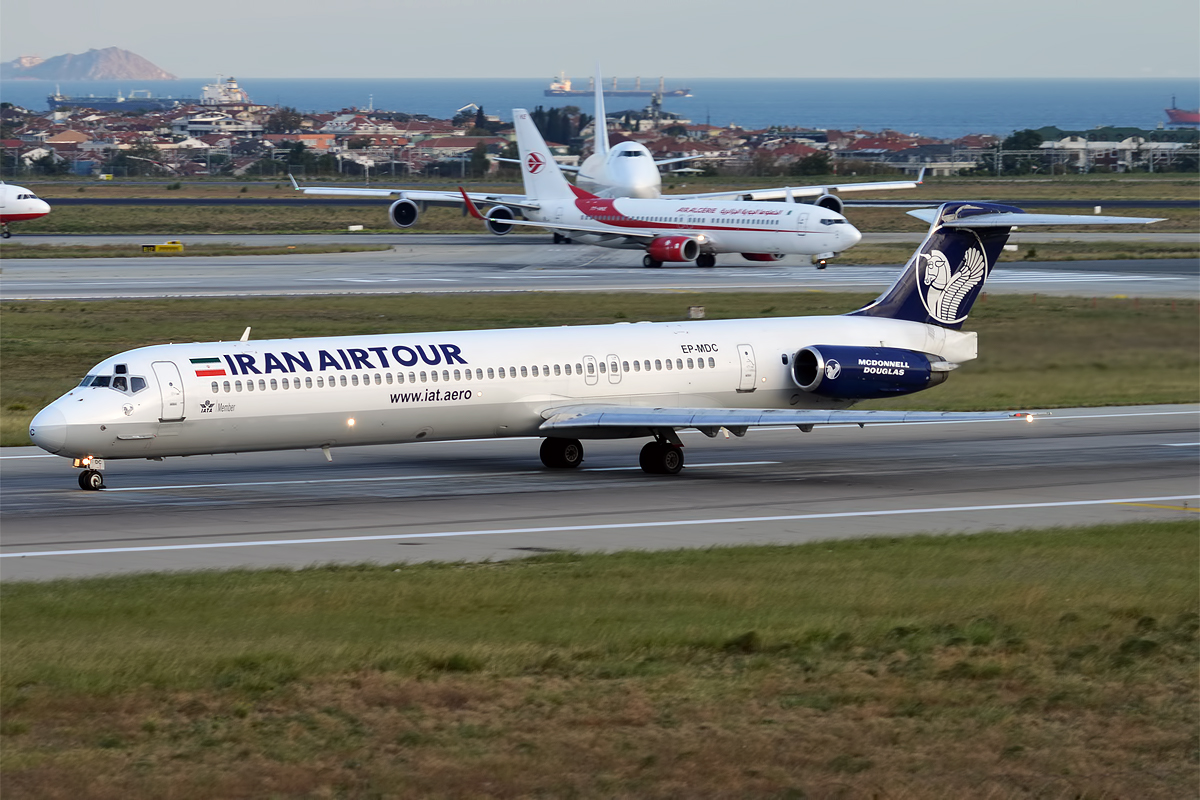
MD-82

## Аварии и происшествия
8 февраля 1993 года Ту-154М столкнулся в воздухе с истребителем ВВС Ирана Су-24 около международного аэропорта Мехрабад. В результате столкновения погибли 133 человека — оба пилота Су-24, 12 членов экипажа и 119 пассажиров на борту Ту-154.
12 февраля 2002 года Ту-154М совершавший рейс 956 потерпел крушение в горах Сефид-Кух во время сильного дождя, снега и густого тумана при заходе на посадку в аэропорт Хорремабада. Все 12 членов экипажа и 107 пассажиров погибли.
1 сентября 2006 года Ту-154М, выполнявший рейс 945 из аэропорта Бендер-Аббас с 11 членами экипажа и 137 пассажирами на борту, загорелся при посадке в международном аэропорту Мешхед в Иране. Погибли 28 человек на борту.